# Trésor musical
Trésor musical („Musikalischer Schatz“) ist eine musikalische Editionsreihe von Werken niederländischer Komponisten des 15. und 16. Jahrhunderts. Sie trägt den Untertitel Collection authentique de musique sacrée et profane des anciens maîtres belges („Authentische Sammlung geistlicher und weltlicher Musik der alten belgischen Meister“). Die in der Librairie Européene G. Muquardt in Brüssel erschienene Reihe wurde von Robert-Julien van Maldeghem von 1865 bis 1893 herausgegeben und umfasst 29 Jahrgänge zu je zwei Teilen (Musique profane, Musique religieuse). Es ist eine in Fachkreisen geschätzte Sammlung aus einer frühen Zeit der Wiederentdeckung alter Musik. De Reihe erschien später in einem Nachdruck.
In der Sammlung enthaltene Komponisten sind Alexander Agricola, Benedictus Appenzeller, Josquin Baston, Jacob Berchem, Antoine Brumel, Cabilliau, Clemens non Papa, Joannes de Cleve, Loyset Compère, Pierre des Cornets, Thomas Crécquillon, Josquine des Prés, Ludovicus Episcopius, Noel Faignient, Arnoldus Feys, Joannes de Fossa, Gheerkin, Nicolas Gombert, Claude Coudimel, Benedictus Hertoghs, Jean de Hollande, Hutinet, Gossen Junckers, Jacob de Kerle, Philippe Lapperdey, Pierre de la Rue, Orlando di Lasso, Claudin le Jeune, Mattheus Le Maistre, Jean Lupus, Joannes Macque, Joannes de Martelaere, Leonard van Meldert, Rinaldo del Mel, Lambertus de Monte, Philippe de Monte, Van Ongueval, Andrea Pevernage, Matthaeus Piperlare, Jacob van Ponte, Josquin des Prez, Maitre Rogier, Philippe Rogier, Cipriano de Rore, Barthelemy van Roy, Franciscus Sale [i. e. Sole], D'oude Scheure, Jacob Vaet, Philippe Verdelot, Cornelius Verdonck, Hubert Waelrant, Adrian Willaert, A. Yver und anonyme Meister.